# Rodrigo Figueroa y Torres
Rodrigo Figueroa y Torres (1866-1929) va ser un polític espanyol de la Restauració. Va ostentar el títol nobiliari de i duc de Tovar.

## Biografia
Va néixer el 24 d'octubre de 1866 a Madrid, era germà petit d'Álvaro de Figueroa y Torres Mendieta, el comte de Romanones.
Va resultar elegit diputat a Corts pel districte de Brihuega com a membre dels liberals en les eleccions de 1893. Ho seria per Tolosa a les de 1898.
En 1904 adquirí la revista satírica Gedeón. Regidor de l'ajuntament de Madrid, i senador per dret propi, es convertiria en representant romanonista en la cambra alta. En 1909, amb l'entrada de Moret al capdavant d'un gabinet a l'octubre, va ser nomenat governador civil de Madrid; sent substituït al novembre per Federico Requejo.

Va morir l'1 de juny de 1929 en la seva ciutat natal.